# Тороповська Лідія Іванівна
Лідія Іванівна Тороповська (нар. 8 вересня 1938, селище Коломак, тепер Коломацького району Харківської області) — українська радянська діячка, доярка радгоспу «Новоіванівський» Коломацького району Харківської області. Депутат Верховної Ради УРСР 8—9-го скликань.

## Біографія
Освіта неповна середня. Закінчила семирічну школу.
З 1953 року — доярка радгоспу Новоіванівського цукрокомбінату (Жовтневого відділення радгоспу «Новоіванівський») Валківського (Коломацького) району Харківської області.
Потім — на пенсії у селі Жовтневе (Новоіванівське) Коломацького району Харківської області.

## Нагороди
- орден Леніна
- орден «Знак Пошани»
- медалі